# Al-Qurnah
Al-Qurnah (« le coin » en arabe) est une ville de la province d'Al-Basra en Irak. 
Elle se situe à la confluence du Tigre et de l'Euphrate où se forme le Chatt-el-Arab.

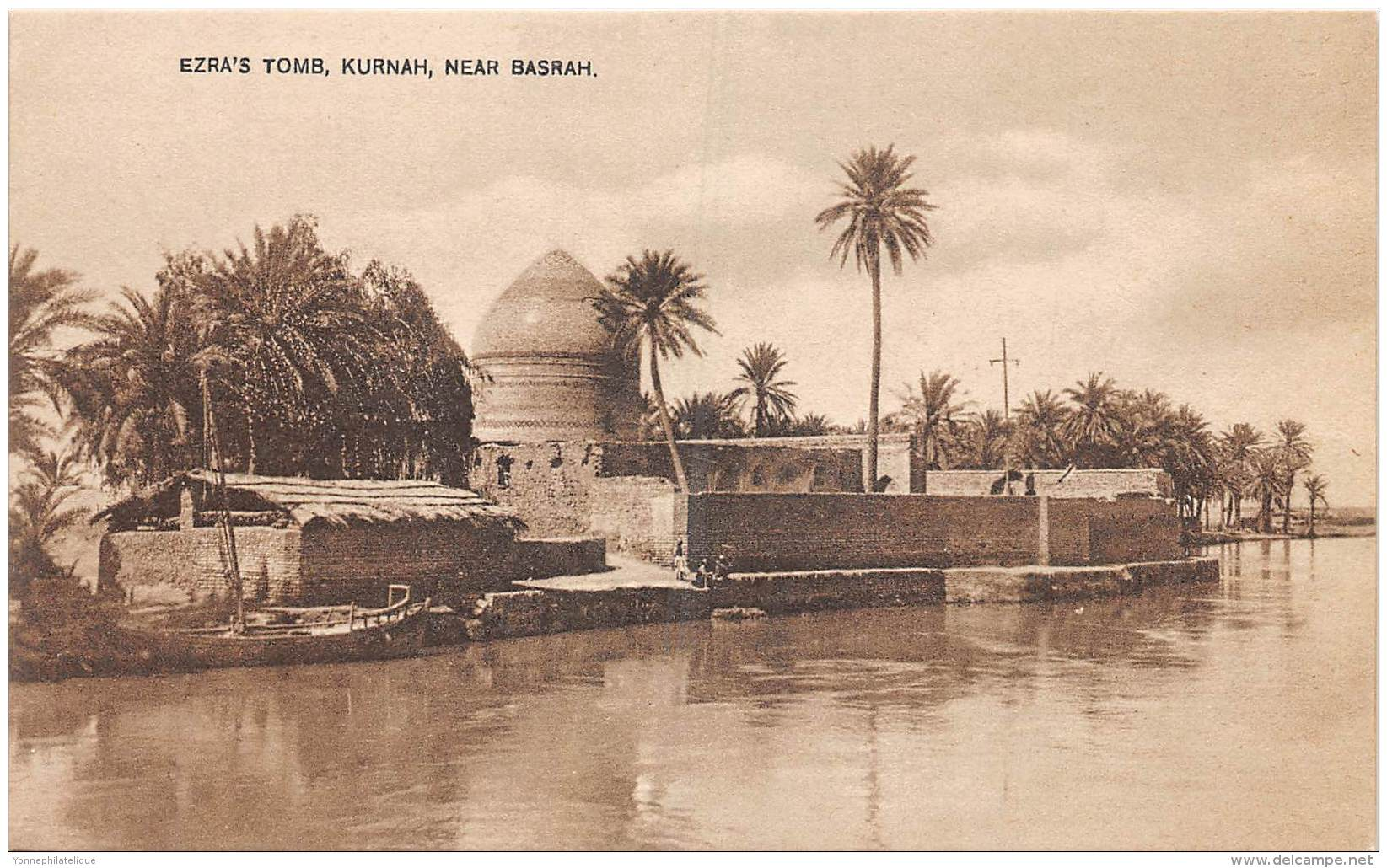
Tombe d'Ezra à Al Qurnah.

## Histoire
Al Qurnah était le site où les tribus locales en 1855 ont attaqué et coulé un convoi de radeaux transportant 240 caisses d'antiquités découvertes par la mission de Victor Place à Khorsabad, de Henry Creswicke Rawlinson à Kuyunjik et de Fresnel à Babylone,. Les efforts ultérieurs pour récupérer les antiquités perdues, y compris une expédition japonaise en 1971-2, ont été en grande partie infructueux.

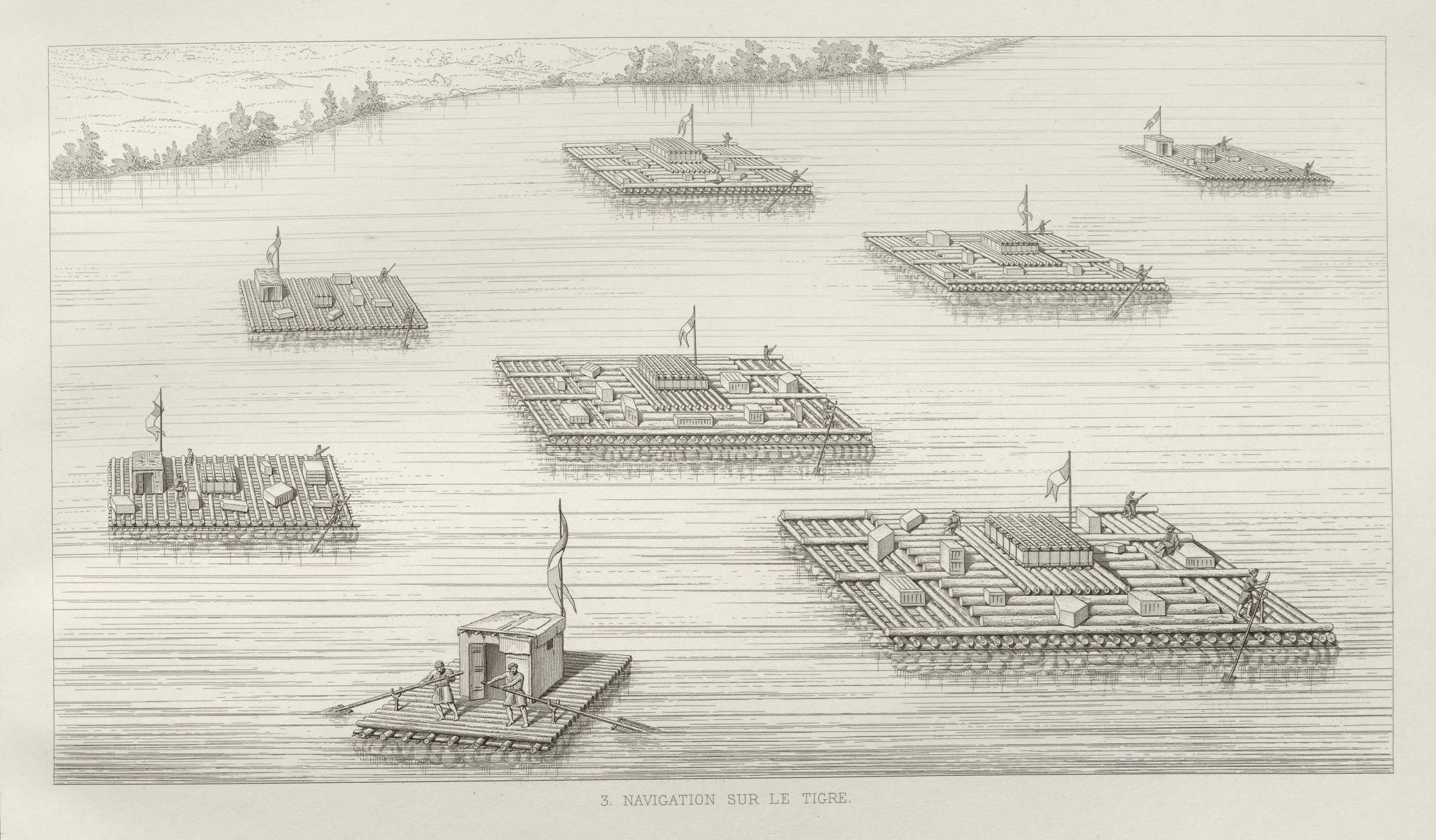
Radeaux transportant les fouilles de diverses missions sur le Tigre (Victor Place 1867).